# Djupasjön (Hömbs socken, Västergötland)
Djupasjön är en sjö i Tidaholms kommun i Västergötland och ingår i Göta älvs huvudavrinningsområde. Sjön har en area på 0,144 kvadratkilometer och ligger 146,5 meter över havet.

## Delavrinningsområde
Djupasjön ingår i det delavrinningsområde (647220-139174) som SMHI kallar för Vid mätstation Törnestorp. Avrinningsområdets medelhöjd är 153 meter över havet och ytan är 73,1 kvadratkilometer. Räknas de 2 delavrinningsområdena uppströms in blir den ackumulerade arean 166,93 kvadratkilometer. Ösan som avvattnar avrinningsområdet har biflödesordning 3, vilket innebär att vattnet flödar genom totalt 3 vattendrag innan det når havet efter 261 kilometer. Delavrinningsområdet består mestadels av skog (40 procent), öppen mark (12 procent) och jordbruk (45 procent). Avrinningsområdet har 0,14 kvadratkilometer vattenytor vilket ger det en sjöprocent på 0,2 procent. Bebyggelsen i området täcker en yta av 0,42 kvadratkilometer eller 1 procent av avrinningsområdet.